# Caphornia nelidae
Caphornia nelidae är en fjärilsart som beskrevs av Orfila och Schajovski 1958. Caphornia nelidae ingår i släktet Caphornia och familjen nattflyn. Inga underarter finns listade i Catalogue of Life.